# أليكس إيلا
أليكس إيلا (مواليد 23 مايو 2005) هي لاعبة تنس محترفة فلبينية، أعلى تصنيف لها في الفردي كان ال411 في أبريل 2022.

## روابط خارجية
- أليكس إيلا على موقع رابطة محترفات التنس (الإنجليزية)
- أليكس إيلا على موقع الاتحاد الدولي لكرة المضرب (الإنجليزية)
- أليكس إيلا على موقع كأس بيلي جين كينغ (الإنجليزية)
- أليكس إيلا على موقع بطولة ويمبلدون (الإنجليزية)
- أليكس إيلا على موقع خلاصة التنس.كوم (الإنجليزية)